# Robert Filliou
Robert Filliou fue un poeta y artista francés, involucrado con el grupo Fluxus.  Nace en 1926 en la localidad francesa de Sauve y muere en 1987 en un monasterio budista de Les Eyzies en Dordogne.
En 1947 se traslada a vivir a los Estados Unidos. Allí se gradúa en Economía en la Universidad de California en Los Ángeles. Durante los siguientes años trabaja para la ONU en el desarrollo de un programa de recuperación económica en Corea.
A comienzos de los años 60 entra en contacto con una serie de poetas y artistas que determinan el inicio de su carrera como 'creador permanente'.

## Obra
En 1960 Filliou conoce al entonces bailarín y poeta Daniel Spoerri con quien publicará los Pièges à mots (1964), una serie de montajes visuales que dan cuerpo a las expresiones hechas del habla. En 1962, en el Festival of Misfits (suerte de Salón de los desadaptados) que había organizado en Londres junto con Daniel Spoerri, Filliou monta un dispositivo para componer poemas: un par de ruletas hechas con ruedas de bicicleta rodeadas de palabras y expresiones. El público asistente puede componer obras efímeras con tan sólo hacer girar las ruedas. 
En 1967, como parte de una discusión con el pionero del happening  Allan Kaprow organizada por la Universidad estatal de Nueva York, Filliou replantea la fundación de un Instituto de creación permanente. 
La denominada 'Creación permanente' se distingue por la elaboración de una obra lúdica de mínimo impacto. El arte no monumental promovido por Filliou juega, más bien, a alterar el sentido de la realidad, al mismo tiempo que estimula la participación a través del juego: «El artista debe darse cuenta de que forma parte de un medio más amplio, el de la Creación Permanente que se despliega a su alrededor por todas partes y donde quiera que vaya».
Entre 1965 y 1968 instala junto a George Brecht un taller en Villefranche-sur-Mer que llaman La Cédille qui sourit (La cedilla que sonríe). Se trata de espacio abierto a la creación en el que se daba la bienvenida a todo tipo de ideas creativas, pese a no contar con mayores medios económicos.
A lo largo de los 70, Filliou trabaja en numerosos formatos. Destacan una serie de vídeos realizados en Canadá en los que aparece el propio Filliou junto a un aparato de televisión con su propia imagen que le dicta instrucciones.

## Algunas publicaciones
- Projet de magnanerie, 1981, madera pintada, cuerdas, hojas de papel, objetos metálicos sobre panel, 216 × 75,5 cm, Museo de Arte de Toulon.